# ابن ابی شیبه

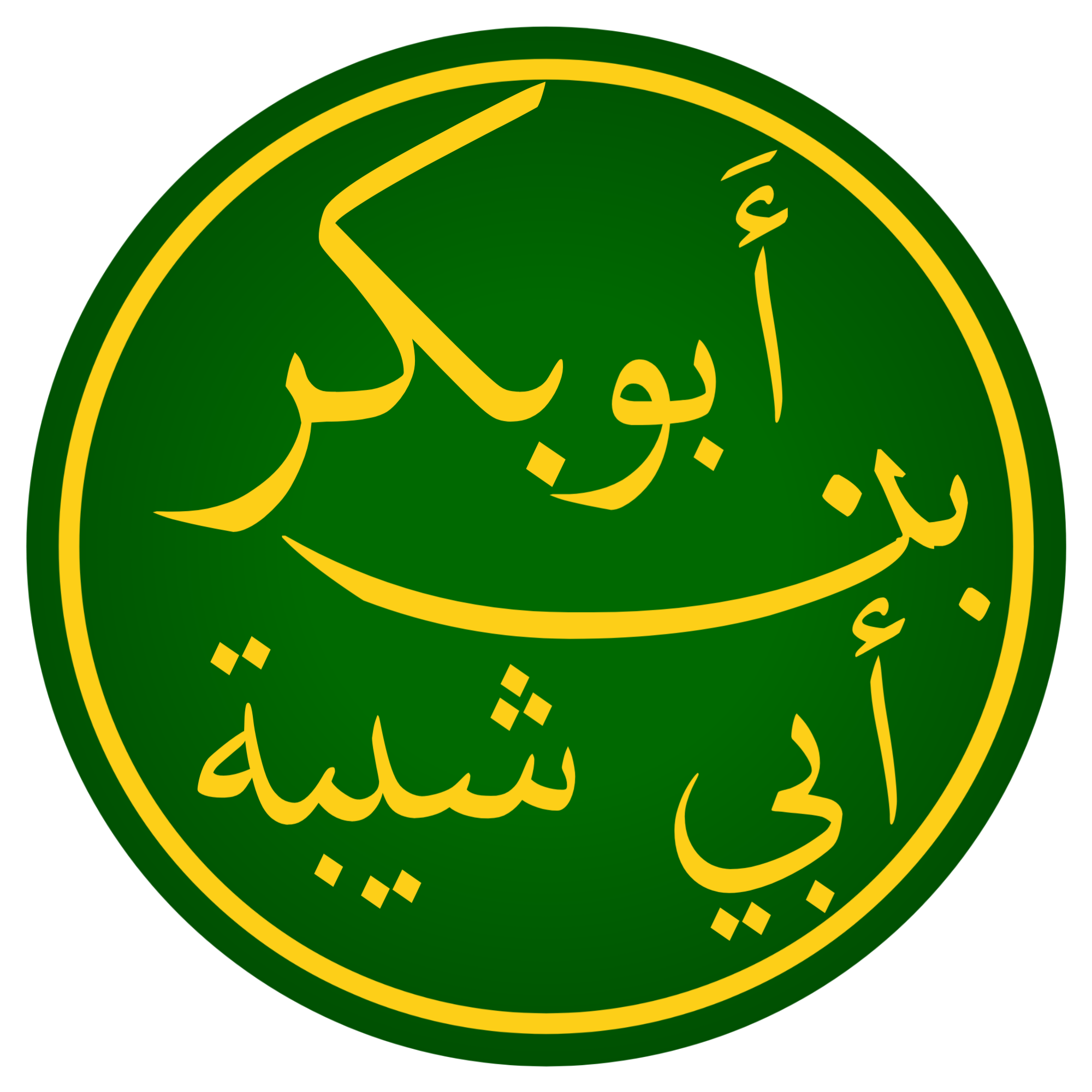
أبو بكر بن أبي شيبة

ابوبکر عبدالله بن محمد بن ابراهیم بن عثمان عیسی کوفی ملقب به ابن ابی شیبه (۱۵۹–۲۳۵ هـ. ق) از دانشمندان اهل سنت است. پدرش محمد بن ابراهیم به ابوشیبه مشهور است. از وی در زمینه‌های حدیث، تاریخ و تفسیر آثاری گزارش شده‌است.
وی زاده کوفه بوده و پس از تکمیل مقدمات در آنجا به بصره عزیمت کرد و علم آموخت، سپس به بغداد رفت فقه و حدیث را در سطح عالی فراگرفت. او سپس در بغداد کرسی درسی مهیا نمود. شاگردان مطرح وی، عبارتند از: بخاری، مسلم، ابن ماجه و احمد بن حنبل.
یکی از اقسام کتابهای حدیثی اهل سنت، مصنف نام دارد. مصنف به کتبی گفته می‌شود که بر اساس شیوه باب بندی احادیث تدوین شده باشد. از مشهورترین کتب مصنف نگاری شده نزد اهل سنت، کتاب المصنف فی الاحادیث و الآثار تألیف ابن ابی شیبه است. به این کتاب المصنف یا مصنف ابن ابی شیبه نیز گفته می‌شود. این تنها کتابی است که از وی منتشر شده‌است و نزد اهل سنت از جوامع کهن حدیثی بشمار می‌آید.